# Jim Woodring

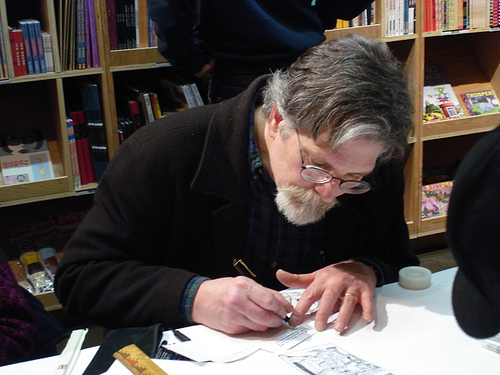
Jim Woodring zeichnet

Jim Woodring (* 11. Oktober 1952 in Los Angeles, Kalifornien) ist ein US-amerikanischer Künstler, Comiczeichner und -autor. Er arbeitet und lebt gegenwärtig in Seattle, Washington.

## Werdegang
Woodring arbeitete drei Jahre als Müllmann in Glendale, bevor er in den 1970er Jahren Aufträge zur Anfertigung von Storyboards vom Zeichentrickstudio von Ruby-Spears erhielt und dort etwa sechs Jahre angestellt blieb. Er war in den 1970er Jahren auch an der Produktion der Verfilmung von Fritz the Cat beteiligt, sein Name erscheint allerdings nicht im Abspann, da er die Arbeit nur für einen Freund stellvertretend ausgeführt hatte. Als freischaffender Illustrator und Autor blieb Woodring auch danach noch lange tätig und war in vielen verschiedenen Projekten involviert.
Nach seiner Arbeit bei Ruby-Spears brachte Woodring 1986 seine autobiographische und erste Heftserie, Jim, beim Verlag Fantagraphics heraus. In dieser Serie verarbeitete er hauptsächlich eigene Träume, die er zuvor in einem Traumtagebuch niedergeschrieben hatte.
Woodrings eigene Arbeiten lassen sich größtenteils im Bereich des Surrealismus einordnen. Seine Geschichten spielen dabei oftmals in von einer Unzahl mystischer und abstruser Figuren und Objekten bewohnten fremden Welten, die nach den Gesetzen von Träumen zu funktionieren scheinen und nur entfernt Analogien zur wirklichen Welt aufweisen.
Bereits seit früher Kindheit hatte Woodring relativ regelmäßig spontane Halluzinationen, ein Umstand der seine künstlerische Arbeit und den von ihm dargestellten Inhalt maßgeblich beeinflusst hat. Beispielhaft können hier die von ihm angefertigten Bilder von Jivas gelten, die kreiselförmige Wesen darstellen. Diese hat Woodring unter anderem auch für seine Leser persönlich angefertigt.
Seine bekannteste Serie ist Frank, von der in den USA unter anderem mehrere große Kompilationen erschienen. In Deutschland wurden fünf Hefte bei dem Berliner Verlag Jochen Enterprises veröffentlicht, bevor dieser das Geschäft im Jahr 2000 einstellte.

## Rezeption
Scott McCloud hält Woodring für „fantastisch“ und seine Arbeiten für eine „Offenbarung“, nur einer von tausend seiner Kollegen werde ihn noch übertreffen.

## Auszeichnungen
- 1993: Harvey Award für den besten Koloristen, für Tantalizing Stories Presents Frank in the River
- 1993: Harvey Award für die beste einzelne Ausgabe oder Geschichte, für Tantalizing Stories Presents Frank in the River featuring “Frank in the River”